# Piotr Gruszczyński (polityk)
Piotr Andrzej Gruszczyński (ur. 15 marca 1958 w Gnieźnie) – polski polityk, samorządowiec, senator VII i VIII kadencji.

## Życiorys
W młodości uprawiał lekkoatletykę; w 1984 zdobył srebrny medal podczas rozgrywanych w Elblągu mistrzostw Polski w biegu przełajowym na dystansie 9 kilometrów.
W 1986 ukończył studia zootechniczne na Akademii Rolniczej w Poznaniu, w następnym roku ukończył studia podyplomowe w Akademii Wychowania Fizycznego w Poznaniu, uzyskując tytuł trenera klasy drugiej w lekkoatletyce. Pracował jako trener w AZS Poznań, prowadził też własną działalność gospodarczą. Zasiadał w gnieźnieńskiej radzie miejskiej (2002–2006). W 2006 uzyskał mandat radnego powiatu gnieźnieńskiego, w nowo powołanym zarządzie obejmując stanowisko wicestarosty.
W wyborach parlamentarnych w 2007 z ramienia Platformy Obywatelskiej został wybrany na senatora VII kadencji w okręgu konińskim, otrzymując 83 019 głosów. W wyborach w 2011 z powodzeniem ubiegał się o reelekcję w okręgu nr 92. W 2015 nie został wybrany na kolejną kadencję. W 2018 powrócił w skład rady powiatu gnieźnieńskiego. W listopadzie tegoż roku został powołany na urząd starosty powiatu gnieźnieńskiego. W 2023 bez powodzenia kandydował do Sejmu z listy Koalicji Obywatelskiej. W 2024 utrzymał mandat radnego powiatu na kolejną kadencję, w maju tegoż roku zakończył pełnienie funkcji starosty.